# On the Wings of Phoenix
Albums de Symbyosis
Crisis
On the wings of Phoenix est le deuxième album studio du groupe de death progressif Symbyosis. Réalisé dans le studio du groupe à Saint-Cloud ainsi qu'à Paris, le nouvel album a été enregistré et produit par Corrosive Bob et Franck Kobolt au sein de Hidden Association (Tetsuma, KTR6, Misanthrope, Penumbra, Korum, etc.). 

## Pistes de l'album

### Disque 1
1. The arrival (4:57)
2. Truth (4:51)
3. The Venom (4:26)
4. Dilemma (3:02)
5. Seizure of power (3:39)
6. War Phenomenon (4:18)
7. Cupidity (2:38)
8. Famine (5:29)
9. Disease (3:12)
10. Death apogee (6:05)
11. Peace (7:48)

### Disque 2
1. Crusades Part IV - The Preach (5:14)
2. Crusades Part V - The Final loss (4:25)
3. Crusades Part VI - Deus (4:03)
4. Life - Encomiastic reflexions on the opposites (6:24)
5. Dreamchild (5:12)
6. The loneliness of the long distance runner (Iron Maiden) (5:53)
7. Read between the lies (Slayer) (3:29)
8. Trail of tears (Nuclear Assault) (4:31)
9. Twisted truth (Pestilence) (4:34)
10. When napalm fits to skin (hommage à Napalm Death) (2:22)
11. Quest of the dolphin (6:17)
12. Little princess (4:21)
13. Princess ending (2:31)